# Équation de Fokker-Planck
Pour les articles homonymes, voir FPE.
L'équation de Fokker-Planck est une équation aux dérivées partielles linéaire que doit satisfaire la densité de probabilité de transition d'un processus de Markov. À l'origine, une forme simplifiée de cette équation a permis d'étudier le mouvement brownien. Comme la plupart des équations aux dérivées partielles, elle ne donne des solutions explicites que dans des cas bien particuliers portant à la fois sur la forme de l'équation, sur la forme du domaine où elle est étudiée (conditions réfléchissante ou absorbante pour les particules browniennes et forme de l'espace dans lequel elles sont confinées par exemple). Elle est nommée en l'honneur d'Adriaan Fokker et de Max Planck, les premiers physiciens à l'avoir proposée.

## Équation
Cette équation concerne un processus de Markov, processus stochastique qui possède la propriété markovienne : la probabilité d'apparition d'un état du système à un instant donné ne dépend que de son histoire la plus récente. Ainsi le processus est caractérisé par une probabilité de transition entre deux états assortie d'une condition initiale.
Pour éviter les incohérences, la probabilité de transition doit satisfaire une condition de compatibilité qui s'exprime par une équation intégrale appelée équation de Chapman - Kolmogorov - Smoluchowski. Celle-ci signifie qu'étant donnés trois états successifs, la transition de l'état 1 à l'état 3 est obtenue en effectuant la transition de 1 à 2, puis la transition de 2 à 3. Si le processus est stationnaire, la densité de probabilité du processus est obtenue en faisant tendre la durée de la transition vers l'infini.
L'équation intégrale se transforme en une équation aux dérivées partielles selon une méthode définie par Wang et Uhlenbeck. L'équation présentée ci-dessous, limitée au deuxième ordre, n'est pas la plus générale.
À une dimension, l'équation de Fokker Planck avec un coefficient de diffusion D2(x,t) et la tendance (un drift) D1(x,t) s'écrit :
{\displaystyle {\frac {\partial }{\partial t}}P(x,t)=-{\frac {\partial }{\partial x}}\left[D_{1}(x,t)P(x,t)\right]+{1 \over 2}{\frac {\partial ^{2}}{\partial x^{2}}}\left[D_{2}(x,t)P(x,t)\right].}
P est la probabilité de trouver la particule au point x et à l'instant t.
Dans le cas plus général à N variables la densité de probabilité jointe vérifie l'équation :
{\displaystyle {\frac {\partial f}{\partial t}}=-\sum _{i=1}^{N}{\frac {\partial }{\partial x_{i}}}\left[D_{i}^{1}(x_{1},\ldots ,x_{N})f\right]+{1 \over 2}\sum _{i=1}^{N}\sum _{j=1}^{N}{\frac {\partial ^{2}}{\partial x_{i}\,\partial x_{j}}}\left[D_{ij}^{2}(x_{1},\ldots ,x_{N})f\right],}
où {\displaystyle D^{1}} est le vecteur de tendance (drift) et {\displaystyle D^{2}} le tenseur de diffusion.

## Cas dumouvement brownien
Dans le cas d'un mouvement d'une particule et dans le cadre de l'équation de Smoluchowski qui concerne les particules telles que {\displaystyle \gamma v\gg ma}, typiquement des molécules, ou objets de masse "négligeable" (molécules atmosphériques, protéines en biologie...) :
{\displaystyle \gamma {\dot {X}}+F(X)=\sigma B}
où B est un bruit blanc, {\displaystyle \textstyle \gamma } le coefficient de viscosité et F(x) un champ de forces. Si p(x, t) est la probabilité de trouver la particule au point x à l'instant t, par application du lemme d'Itô on a alors :
{\displaystyle {\frac {\partial p(x,t)}{\partial t}}={\frac {\sigma ^{2}}{2\gamma ^{2}}}\Delta p(x,t)+\nabla \left({\frac {F(x)}{\gamma }}p(x,t)\right)}
où {\displaystyle \textstyle {\frac {\sigma ^{2}}{2\gamma ^{2}}}=D} le coefficient de diffusion.
Cette équation de Fokker-Planck particulière permet alors, avec des conditions aux bords et à l'origine adéquates, d'étudier le mouvement brownien d'une particule dans un champ de forces.

## Cas des systèmes dynamiques non linéaires

### Rappel sur les systèmes linéaires et linéarisables
Chercher la réponse d'un système donné à une excitation est un problème courant en physique et dans diverses techniques. Cette réponse est généralement définie par une équation différentielle ou plus généralement par un système différentiel à plusieurs variables. Pour la simplicité de l'exposé on s'en tiendra à une équation classique du second ordre, cette équation correspondant en particulier aux oscillations d'un système mécanique muni d'une force de rappel et d'un amortissement (voir Systèmes oscillants à un degré de liberté).
Le problème le plus courant concerne une excitation sinusoïdale. Si l'équation est linéaire la réponse est elle-même sinusoïdale. Au contraire, lorsqu'elle contient des termes non linéaires on ne peut en général trouver que des solutions approchées : solutions numériques, recherche d'une approximation sinusoïdale par la linéarisation équivalente ou développement en une suite de sinusoïdes par la méthode des perturbations.
On rencontre parfois aussi des équations différentielles stochastiques dans lesquelles l'excitation est représentée par un processus aléatoire qui est en gros un ensemble de fonctions possédant les mêmes propriétés statistiques. Dans ces conditions la solution est également un processus aléatoire caractérisé par une densité de probabilité qui concerne, pour le second ordre, les excursions et les vitesses. Si on se limite à une excitation gaussienne, la réponse donnée par une équation linéaire est également gaussienne et peut se déterminer au moyen des techniques de description spectrale.

### Systèmes non-linéaires excités par un bruit blanc
Dans le cas général un système mécanique à un degré de liberté est décrit par une équation différentielle de la forme
{\displaystyle m{\ddot {X}}+g(X,{\dot {X}})=F(t)}
Si l'excitation peut être considérée comme une réalisation d'un processus aléatoire {\displaystyle F(t)\,} on parle d'équation différentielle stochastique dont la solution qui représente l'excursion est elle-même un processus aléatoire {\displaystyle X(t)\,}. Dans ces conditions, il est commode d'introduire le processus vitesse {\displaystyle U(t)\,}, ce qui conduit à deux équations du premier ordre :
{\displaystyle {\dot {X}}=U}
{\displaystyle m{\dot {U}}+g(X,U)=F(t)}
En considérant une petite variation {\displaystyle \Delta t\,} du temps, les équations différentielles sont remplacés par des équations aux différences (voir Méthode des différences finies) :
{\displaystyle X_{t}=X_{t-dt}+U_{t}\Delta t\,}
{\displaystyle U_{t}=U_{t-dt}+{1 \over m}(F_{t}-g(X_{t},U_{t}))\Delta t}
Si l'excitation est un bruit blanc gaussien, succession d'impulsions indépendantes, l'état du système ne dépend donc que de ce qui se passait à l'instant précédent. Il possède la propriété markovienne et une équation de Fokker-Planck permet de déterminer la densité de probabilité jointe du mouvement et de la vitesse. L'approximation du bruit blanc est d'autant meilleure que le système est moins amorti (résonance plus aiguë).
Comme la plupart des équations aux dérivées partielles, elle ne donne des solutions explicites que dans des cas bien particuliers portant à la fois sur la forme de l'équation et sur la nature de l'excitation. La méthode s'applique en particulier à l'équation possédant une force de rappel non linéaire :
{\displaystyle m{\ddot {X}}+b{\dot {X}}+h(X)=F(t)}
dans laquelle {\displaystyle F(t)\,} représente un bruit blanc gaussien de densité spectrale {\displaystyle S_{0}\,} (densité exprimée en unités au carré par radian par seconde).
La densité de probabilité jointe de l'excursion et de la vitesse s'écrit
{\displaystyle p_{X{\dot {X}}}(x,{\dot {x}})=Ce^{-{b{\mathcal {E}}}/{\pi S_{0}}}}
Dans cette formule,  {\displaystyle {\mathcal {E}}={1 \over 2}\,m\,{{\dot {x}}^{2}}\,+\,\int _{0}^{x}h(\xi )d\xi } est l'énergie totale du système non amorti. La densité de probabilité de la vitesse reste gaussienne tandis que celle de l'excursion ne l'est plus. Elle le redevient évidemment lorsque la fonction {\displaystyle h\,} est linéaire.
Il est remarquable que cette solution, relativement simple, soit exacte alors qu'il n'existe rien de tel pour une excitation sinusoïdale. D'autre part, une telle solution exacte n'existe plus si c'est l'amortissement qui est non linéaire ; dans ce cas il existe une solution exacte pour une équation plus abstraite qui fournit une approximation non linéaire meilleure que l'approximation linéaire.